# تویوتا ۴رانر
تویوتا ۴رانر (Toyota 4Runner) خودروی است که از سال ۱۹۸۴ تاکنون تولید شده‌است. طراحی آن موتور جلو، توزیع نیروی پیشران، خودروی چهارچرخ محرک بوده‌است و همچنان در کشورهای آسیایی مانند افغانستان هواخواهان زیادی دارد.